# 藤田寛之
藤田 寛之（ふじた ひろゆき、1969年6月16日- ）は、福岡市東区出身のプロゴルファーである。

## 経歴・人物
高校1年からゴルフを始め、香椎高3年の時、日本ジュニアゴルフ選手権で4位に入る（その年の優勝は丸山茂樹）。専修大学時代にプロ転向。転向から5年後に初優勝。
趣味はアウトドアと釣り、朝食はフレンチトーストが大好物である。2008年から日本ゴルフツアー機構の選手会会長を担当している。
大学卒業後、葛城GCに所属し、寺下郁夫に師事。
20代の頃は出場大会のテレビ中継に映る事もなく無名で、苦しい時代を送った。
プロゴルファーとしては小柄で身体能力に恵まれないが、ショートショットを身上とする。パッティングを得意とし、3種の違うパターを使いわける。リカバリーアプローチも巧みである。
芹沢信雄の下で宮本勝昌とチームになって、レッスン用の著作を数多く出版している。宮本は飛距離、藤田はアプローチが専門である。
2010年はつるやオープンを制するなど序盤から好調をキープ。12月5日、ゴルフ日本シリーズJTカップで谷口徹らの猛追を振り切って通算15アンダーで大会初優勝、遂に悲願のメジャータイトルを手にした。この年は1億5793万2927円を稼いで賞金ランキングも自己最高の2位に躍進。日本ゴルフツアー機構によって最優秀選手賞に表彰された。また、世界ランク48位になり、41歳にして初めてマスターズ・トーナメントの出場権を得た。
2011年は、マスターズに初出場。初日は70（−2）で回ったが、2日目に大きくスコアを崩し79（+7）をたたき、2日間合計で149（+5）で予選落ちとなった。国内ツアーでは12月4日に谷口徹とのプレーオフを制して日本シリーズ2連覇を達成（この優勝で生涯獲得賞金10億円突破）。
2012年、史上初の日本シリーズ3連覇を含む年間4勝をマーク。1億7515万9972円を稼いで悲願の賞金王を獲得した（2年ぶり2回目の最優秀選手賞も獲得）。
2024年の全米シニアオープンでは3日目までトップだったが、最終日にリチャード・ブランドの猛攻でプレーオフで敗れ2位

## エピソード
つるやオープンで優勝した時、6歳の息子と優勝を祝う事ができたが子供にゴルフは教えていないという。本人が頭を下げてやる気がでてからでも遅くはないと考えている。

## 優勝歴
- 1997年 - サントリーオープン
- 2001年 - サン・クロレラクラシック
- 2002年 - アジア・ジャパン沖縄オープン
- 2004年 - 東建ホームメイトカップ
- 2005年 - マンシングウェアオープン KSBカップ
- 2008年 - パインバレー北京オープン
- 2009年 - 関西オープン
- 2009年 - 長嶋茂雄Invitational セガサミーカップ
- 2010年 - つるやオープン
- 2010年 - ゴルフ日本シリーズJTカップ
- 2011年 - ゴルフ日本シリーズJTカップ
- 2012年 - つるやオープン
- 2012年 - ダイヤモンドカップゴルフ
- 2012年 - ANAオープンゴルフトーナメント
- 2012年 - ゴルフ日本シリーズJTカップ
- 2014年 - つるやオープン
- 2014年 - アールズエバーラスティングKBCオーガスタゴルフトーナメント
- 2014年 - アジアパシフィックオープン ダイヤモンドカップゴルフ
- 太字は公式戦（メジャー）
- 2014年シーズン終了現在 ： 通算18勝（公式戦3勝）
- 2014年シーズン終了現在 ： 生涯獲得賞金￥13億5,389万3,900円（歴代6位）

### その他
- 1997年 - 水戸グリーンオープン（後援競技）
- 2002年 - 東急大分オープン、北陸オープン（後援競技）
- 2009年 - 岐阜オープンクラシック（後援競技）

## 関連作品

### DVD
- 秘伝! プロの技!! 藤田寛之編（2009年、ゴルフネットワーク）
- 藤田寛之のパーフェクトレッスン（コンシューマーズ・ハッピー）
- 藤田寛之 シングルへの道（NHK出版）

### 書籍
- 藤田寛之のゴルフ 僕が気をつけている100の基本 (2013年、青春文庫)
- 藤田寛之のミスをしないゴルフ 飛ばなくてもスコアは上がる! (2013年、角川SSC新書)
- 藤田寛之の目指せパット・シングル (2014年、GAKKEN SPORTS MOOK)
- ゴルフ 「迷走」しない64のコツ（2015年、池田書店）
- スコアの壁を破る! 自分のゴルフの見直し方 (2015年、マイナビBOOKS)
- 全力中年 遅咲きの花が咲き続ける理由 (2015年、朝日新書)

### アルコール
- Hiroyuki Fujita Special Select Vin Rouge（ワイン、2016年、本坊酒造）
- Hiroyuki Fujita Special Select #2 Vin Rouge（ワイン、2020年、本坊酒造）
- Hiroyuki Fujita Special Select #3 Vin Rouge（ワイン、2023年、本坊酒造）
- シングルモルト駒ヶ岳　藤田寛之Special Select（ウイスキー、2024年、本坊酒造）

### メディア出演

#### テレビ番組
- 趣味Do楽「藤田寛之 シングルへの道」「続・シングルへの道」（2012年・2013年、NHK Eテレ）
- 藤田寛之 ゴルフの掟（2015年、テレ朝チャンネル2）
- 戦略のゴルフ（2018年10月6日 - 、BS12）

#### CM・広告
- 佐藤製薬 『アセス』 (2015年)
- 本坊酒造 『本格芋焼酎 あらわざ桜島』（2015年）
- 三井化学 『タッチフォーカス』[2](2019年)

ＷＥＢ
- 藤田寛之の急がば回れ！上達講座（YouTubeスポニチチャンネル）
- 藤田寛之のレッツビギン ミススポーツ上達への道（YouTubeスポニチチャンネル）